# 임문호
임문호(林文虎, 1900년 2월 3일 ~ 1972년 8월 14일)는 일제강점기의 천도교 지도자로, 도호는 하암(河菴)이며 문학평론가 겸 역사학자인 임종국의 아버지이다.

## 생애
경상남도 창녕군에서 임병곤과 박경모의 외아들로 태어났다. 1914년 창녕공립보통학교를 졸업하고 경성부 보성고등보통학교에 입학하였지만 이후 경성 오성고등보통학교 전학하였고 1918년 오성고등보통학교를 졸업했다. 일본으로 유학을 가기 위해 부산에 체류하고 있던 1915년에는 신용구를 만나면서부터 천도교에 입문했고 1921년 10월 1일 동아일보 마산지국 창녕분국장 기자로 임명되었다.
1922년 천도교청년회에 참여했으며 1923년 천도교 종학원을 졸업했다. 1925년 6월 형평사(衡平社) 창녕분사 고문, 1927년 12월 경상남도 창녕군 농촌진흥회 재단법인설립준비회 이사 및 천도교 창녕군종리원장, 1928년 2월 조선농민사 창녕부 대표로 선출되었다. 1928년 4월 이후부터 조선농민사 중앙이사, 본부 이사장, 경제부장 등을 역임했으며 농민공생조합중앙회 대표, 농민고무공장확장기성회 부회장으로 활동하기도 했다.
1930년대에 청년당 중앙집행위원, 농민부 수석위원, 학술연구위원, 당 본부 포덕위원, 상의원 및 당두 등을 역임했으며 1932년 4월 일본 교토종리원장으로 선출되었다. 1932년 여름 천도교 본부의 발령에 따라 일본 고베로 파견되었지만 불과 1년 만에 본국 귀환 발령을 받고 귀국했다. 1937년 7월 19일부터 1939년 6월까지 천도교 시국대처부 총무를 역임했고 1937년 9월 2일 천도교청년당 본부가 당 창립 4주년을 기념하기 위한 차원에서 조직한 전조선순회강연대(全朝鮮巡回講演隊)에서 제2대(隊)와 제3대(隊) 강사로 임명(제3대 강사는 김병제와 함께 임명됨)되었다.
1940년 11월 18일 국민총력천도교연맹 이사로 선출되었으며 1941년 9월 조선임전보국단 발기인으로 참여했다. 천도교 기관지 《신인간》(新人間)에서 모든 천도교인들에게 일본 제국의 황민화 정책과 전시 체제에 동참할 것을 요구하는 글을 기고했으며 이러한 경력 때문에 민족문제연구소의 친일인명사전 수록자 명단의 종교 부문에 포함되었다.
광복 이후인 1945년 9월 천도교청우당 위원, 1946년 5월 중앙집행위원회 상임위원, 1955년 1월 천도교 중앙총부 종학관장, 1966년 12월 천도교 선도사를 역임했으며 1972년 8월 14일 서울대학교 병원에서 사망했다.

## 참고자료
- 민족문제연구소 (2009). 〈임문호〉. 《친일인명사전 3 (ㅇ ~ ㅎ)》. 서울. 265 ~ 267쪽.